# Rebeliunea din Kronstadt
Rebeliunea din Kronstadt a fost o răscoală eșuată a marinarilor sovietici împotriva primului guvern bolșevic al RSSF Rusă. Ea a fost ultima mare ridicare la luptă împotriva guvernării bolșevice.

## Istoric
Rebeliunea a avut loc în primele săptămâni ale lunii martie 1921 în Kronstadt, o bază navală fortificată a Flotei Ruse a Mării Baltice și un avanpost pe ruta maritimă de acces către Sankt Peterburg, la 35 de mile maritime depărtare de orașul care a purtat succesiv și alte nume: Petrograd, Leningrad și, din nou în zilele noastre, Sankt Petersburg.

### După Războiul civil rus
La sfârșitul războiului civil rus, Rusia Sovietică era ruinată și epuizată. Seceta din 1920 și 1921 și foametea cumplită ce a urmat, a fost picătura care a umplut paharul suferințelor și dezastrului. În anii care au urmat revoluției nesângeroase din octombrie, epidemiile, foametea, luptele armate, execuțiile și prăbușirea economică și socială au făcut 20 de milioane de victime. Aproximativ încă un milion de oameni a părăsit Rusia, unii urmându-l pe generalul Wrangel prin Orientul Îndepărtat, alții folosind multe alte căi, din dorința de a scăpa de distrugerile războiului sau de acțiunile ostile a uneia sau alteia dintre facțiunile aflate în luptă. O mare parte dintre cei emigrați erau persoane cu o bună pregătire profesională sau intelectuali. 

### Prăbușirea economiei
Comunismul de război a reușit să salveze guvernul sovietic în timpul războiului civil, dar a ruinat economia națională. În condițiile în care comerțul privat și industria privată au fost scoase în afara legii, iar statul s-a dovedit incapabil să se ocupe corespunzător de aceste sectoare de activitate, cea mai mare parte a economiei rusești s-a prăbușit. Se estimează astăzi că totalul producției fabricilor și minelor a scăzut în 1921 la mai puțin de 20% din producția antebelică, în cazuri particulare existând și neviluri mai scăzute de atât. De exemplu, producția de bumbac a scăzut la 5%, cea de fier la 2% din nivelurile de dinainte de război. Țăranii au răspuns programului guvernamental de rechiziții prin refuzul de a mai lucra pământul. Până în 1921, suprafața de pământuri cultivate a scăzut la aproximativ 62% din suprafața antebelică, iar recoltele au ajuns la numai 37% din cât era normal. Numărul de cai a scăzut de la 35 de milioane în 1916 la 24 de milioane în 1920, iar numărul de vite a scăzut de la 58 la 37 de milioane în aceeași perioadă. Rata de schimb pentru dolarul SUA, care era de 2 ruble în 1914, a crescut la 1.200 în 1920.

### PetițiaPetropavlovsk
Această situație greu de suportat a dus la un șir de răscoale în zonele rurale, așa cum a fost Răscoala din Tambov, la greve și acțiuni violente în fabrici. În orașe, au apărut valuri de greve spontane, iar, la sfârșitul lui februarie, Petrogradul a fost paralizat de o grevă generală. Pe 26 februarie, ca răspuns la evenimentele din Petrograd, echipajele navelor de luptă Petropavlovsk și Sevastopol au ținut o ședință de urgență și au căzut de acord să trimită delegații în oraș pentru a face investigații asupra mișcării greviste, urmând ca la întoarcere să prezinte un raport. La întoarcerea delegației după două zile, echipajele au fost informate despre greva pentru care marinarii aveau toată simpatia, ca și despre represiunea guvernamentală împotriva protestatarilor. Toți cei prezenți la întrunirea de pe nava Petropavlovsk au aprobat o petiție care avea 15 cereri: 
- 1. Trebuiau organizate alegeri noi imediate pentru Soviete. Sovietele din acel moment nu mai exprimau voința muncitorilor și țăranilor. Noile alegeri trebuia să fie ținute prin vot secret și trebuiau precedate de o perioadă de propagandă electorală liberă.
- 2. Trebuia asigurată libertatea cuvântului și presei pentru țărani și muncitori, pentru anarhiști și pentru partidele stângii socialiste.
- 3. Trebuia garantate dreptul la întruniri, libertatea sindicatelor și a organizațiilor țărănești.
- 4. Trebuia organizată, cel mai târziu până la 10 martie 1921, o Conferință a muncitorilor fără partid, a soldaților și marinarilor din Petrograd, Kronstadt și din Districtul Militar Petrograd.
- 5. Trebuia asigurată eliberarea imediată a prizonierilor politici membri ai partidelor socialiste, a tuturor muncitorilor, țăranilor, soldaților și marinarilor întemnițați, a celor care făceau parte din clasa muncitoare și din organizațiile țărănești.
- 6. Trebuia aleasă o comisie care să cerceteze dosarele celor deținuți în închisori și lagăre de concentrare.
- 7. Trebuiau desființate toate secțiile politice din forțele armate. Nici un partid politic nu trebuia să se bucure de privilegii în ceea ce privește propaganda ideilor politice proprii, sau să primească subsidii de la stat pentru acest scop. În locul secțiilor politice, urmau să fie înființate diferite grupuri culturale subvenționate de stat.
- 8. Se cerea desființarea imediată a detașamentelor de miliție staționate între orașe și sate.
- 9. Trebuia asigurată egalitatea rațiilor pentru toți muncitorii, cu excepția celor angajați în locuri de muncă periculoase, sau care le puneau sănătatea în primejdie
- 10. Trebuia interzise imediat detașamentele combatante ale partidului în toate unitățile militare, ca și gărzile partidului din întreprinderi. Dacă era totuși nevoie de gărzi, ele trebuiau numite de muncitori, care aveau să asigure și controlul lor.
- 11. Trebuia asigurată țărănimii libertatea totală de acțiune pe propriile lor pământuri, dreptul de a avea în proprietate vite, cu condiția să fie achiziționate doar prin munca proprie, fără angajarea de forță străina de lucru
- 12. Se cerea ca toate unitățile militare și organizațiile ofițerilor să se alăture rezoluției.
- 13. Se cerea ca presa să acorde un spațiu de publicitate corespunzător rezoluției.
- 14. Se cerea înființarea grupurilor mobile de control muncitoresc.
- 15. Se crea autorizarea producției meșteșugărești, datorită faptului că nu folosea munca angajților.

Din cele cincisprezece cereri, numai două aveau o legătură cu ceea ce marxiștii numeau "mica burghezie": țăranii nu prea bogați și meșteșugarii. Acestea cereau "libertatea totală de acțiune" pentru toți țăranii și meșteșugarii care nu angajau forță străină de muncă. La fel ca și în cazul muncitorilor din Petrograd, marinarii din Kronstadt pretindeau egalizarea veniturilor și desființarea detașamentelor de miliție care blocau drumurile, care restricționaui atât libertatea de călătorie cât și dreptul muncitorilor de a se aproviziona din zonele rurale. 

### Rebeliunea militară
În cele din urmă, în martie 1921, baza navală Kronstadt, pe care propaganda comunistă o sărbătorea ca pe una dintre sursele Revoluției din Octombrie, s-a ridicat la luptă împotriva guvernării bolșevice. Marinarii și alți militari din Kronstadt au cerut soviete libere și convocarea unei adunări constituante. Guvernul bolșevic a dat marinarilor un ultimatum pe 21 martie. Se insinua că revolta a fost "fără îndoială pregătită de serviciile de spionaj franceze" și că Petropavlovsk era o rezoluție a "cârdășieie Sutei-Negre cu SR-iștii" (SR de la "Socialiști Revolutionari", un partid democratic socialist care fusese dominant în soviete până la revenirea lui Lenin în țară, care s-a plasat la drepta eșicherului politic și a refuzat să-i sprijine pe bolșevici; "Suta Neagră" era o organizație reacționară, proto-fascistă, apărută mai înainte de revoluție, care atacase evreii, militanții sindicali și radicali, precum și alți activiști de stânga). S-a mai afirmat că revolta fusese organizată de ofițeri ai fostului regim țarist conduși de fostul general Kozlovsky. (Ca o ironie, Kozlovsky fusese numit de către Lev Troțki la comanda garnizoanei ca un bun specialist militar). Aceasta a fost atitudinea oficială de-a lungul perioadei de desfășurare a revoltei. 
Muncitorii din Petrograd erau supuși rigorilor legii marțiale și nu au putut să acorde un sprijin important garnizoanei răsculate. Guvernul bolșevic a început atacul asupra bazei navale Kronstadt pe 7 martie. După 10 zile de atacuri continui, timp în care multe unități ale Armatei Roșii au fost obligate să-și atace camarazii sub amenințarea pedepsei capitale, perioadă în care au existat dezertări care au îngroșat rândurile răsculaților, cei aproape 50.000 de militari de sub comanda lui Mihail Tuhacevski au înăbușit în sânge rebeliunea. Pe 17 martie, forțele bolșevice au intrat în cele din urmă în orașul Kronstadt, după ce suferiseră pierderi cifrate la peste 10.000 de victime. Deși nu există cifre demne de încredere asupra pierderilor suferite de rebeli în luptă, istoricii estimează că au fost mai multe mii de răsculați executați după înăbușirea revoltei și un număr egal de oameni a fost trimis în lagărele de muncă din Siberia. Un număr mare de rebeli mai norocoși au scăpat cu fuga în Finlanda. În mod ironic, la o zi după cucerirea bazei navale Kronstadt, bolșevicii au sărbătorit a 50-a aniversare a Comunei din Paris. 
Deși unitățile Armatei Roșii au înăbușit în sânge revolta, rebeliunea a exprimat cel mai bine nemulțumirea populară față de guvernarea bolșevică. Examinând fondul nemulțumirilor, Vladimir Ilici Lenin, care între timp trăsese și concluzia că revoluția mondială nu este iminentă, a hotărât înlocuirea comunismuluii de război cu Noua Politică Economică – NEP.